# SpAed
spAed（スペイド）は、解散した日本のロックバンド。

## 概要
第2期LOUDNESSとして活動した山下昌良が、広瀬さとしとバンドを組みたいことからLOUDNESSを脱退しspAedを結成。『SPAED』にすると黒人差別に抵触するためAだけを大文字にした。HR/HMというより極太でストレートなバンドサウンド。1997年11月を以て解散。

## メンバー
- 片山景詞 - ボーカル
- 広瀬さとし - ギター
- 山下昌良 - ベース
- エリック・ゼイ - ドラム

## ディスコグラフィー

### シングル
|     | リリース日     | タイトル  | 楽曲制作                                    |
| 1st | 1996年2月21日  | LED MOON  | 作詞：片山景詞 作曲：片山景詞 編曲：spAed   |
| 2nd | 1996年11月30日 | Soul Love | 作詞：広瀬さとし 作曲：片山景詞 編曲：spAed |

### アルバム
1. SPAED Vol.1（1994年10月21日）
2. SPAED Vol.2（1995年5月20日）
3. Physique（1997年6月21日）

## タイアップ一覧
| 年     | 曲名      | タイアップ                                               |
| ------ | --------- | -------------------------------------------------------- |
| 1996年 | LED MOON  | 日本テレビ系『全日本プロレス中継30』エンディング・テーマ |
| 1996年 | Soul Love | テレビ朝日系『NBA FAST BREAK』エンディング・テーマ       |